# Radicál Párt
Radicál Párt (RP) magyarországi politikai párt 1849-ben.

## Története
Az RP tagjai az 1848-1849-es országgyűlésen az első magyar felelős kormány ellenzékeként tevékenykedtek. Köztársaságpárti és Habsburgellenes álláspontjukat a márciusi ifjak által szerkesztett Március Tizenötödike című lapban népszerűsítették. A horvát támadás megindulását követően helyzetük rövid időre javult, mivel Kossuth a mérsékeltebbeket is a honvédelem szolgálatába tudta állítani. A Radicál Párt ellenfelével, a később Békepártnak nevezett csoportosulással szemben a harcokat nem addig kívánta folytatni, amíg az osztrákok belátják, hogy az áprilisi törvények elismerése alapján meg kell egyezniük a magyarokkal, hanem úgy vélték, hogy úgy kell végigharcolni a kérdéses időszakot, hogy közben nem tárgyalnak a Habsburgokkal. A párt tagjai az Országos Honvédelmi Bizottmányban jelentős pozíciókkal bírtak: mind a rendőrségi, mind pedig a postaosztályt a párt egyik vezetője, Madarász László irányította. Formális pártszerveződésre 1849 áprilisának elején került sor. A pártvezetők Újházy László (elnök), Irányi Dániel, Szacsvay Imre, Teleki László távollétében Perczel Mór, Madarász László, Irinyi János és Madarász József voltak. A párt megalakulásakor programjában három alapvetőnek tartott elképzelést fogalmaztak meg: 
- Önálló, független, egy és oszthatatlan Magyarország létrehozása,
- Magyarország demokratikus köztársasággá való formálása,
- bátor, következetes politika alkalmazása.

1849 júniusában az országgyűlés egyharmadát adta a párt, a szabadságharc bukásakor, 1849 augusztusban megszűnt. A tagok később a Határozati Párt és Szélsőbal-frakcióban tevékenykedtek.